# Galería enana

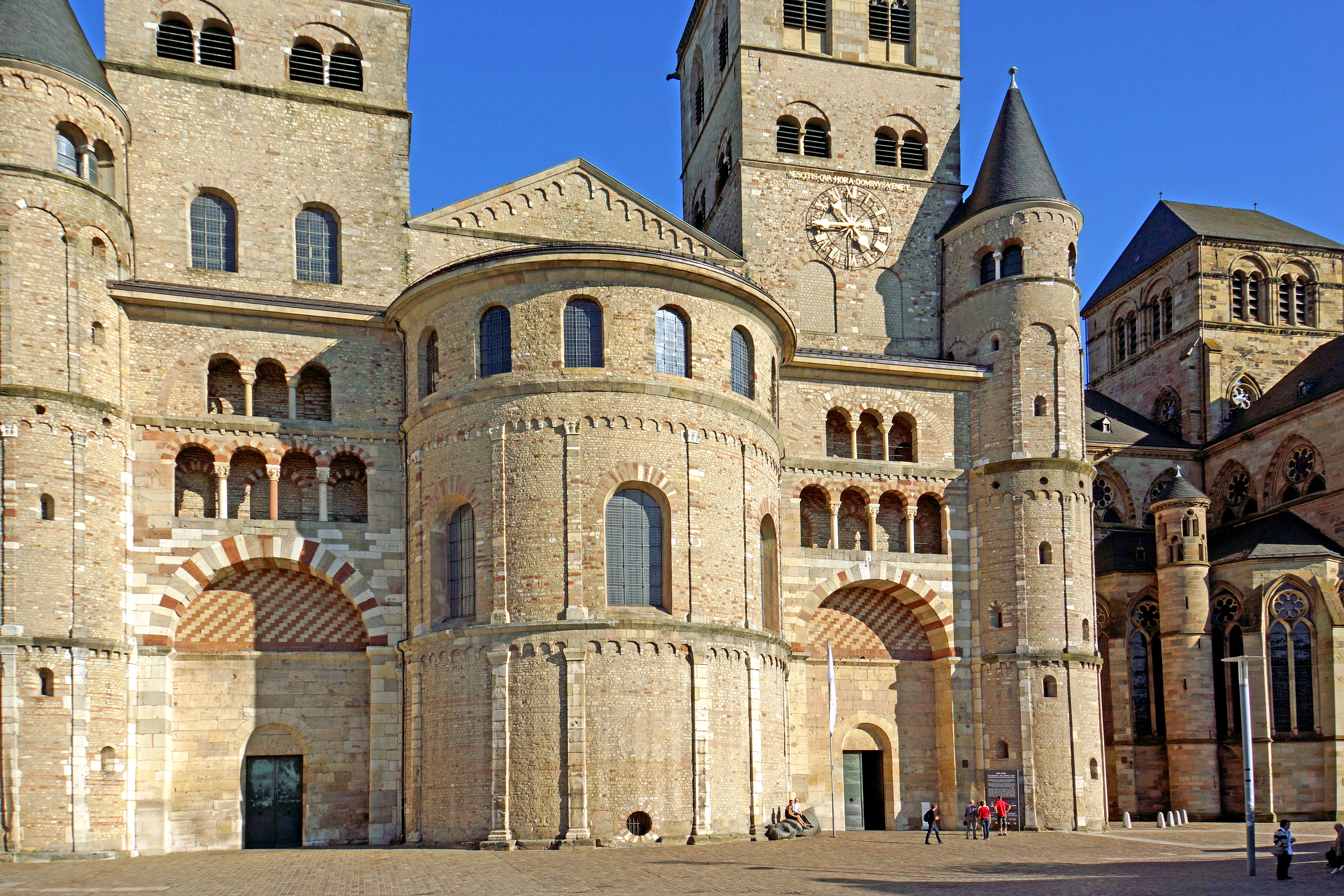
Galerías enanas en la fachada oeste de la catedral de Tréveris (ca. 1050), primer ejemplo conocido

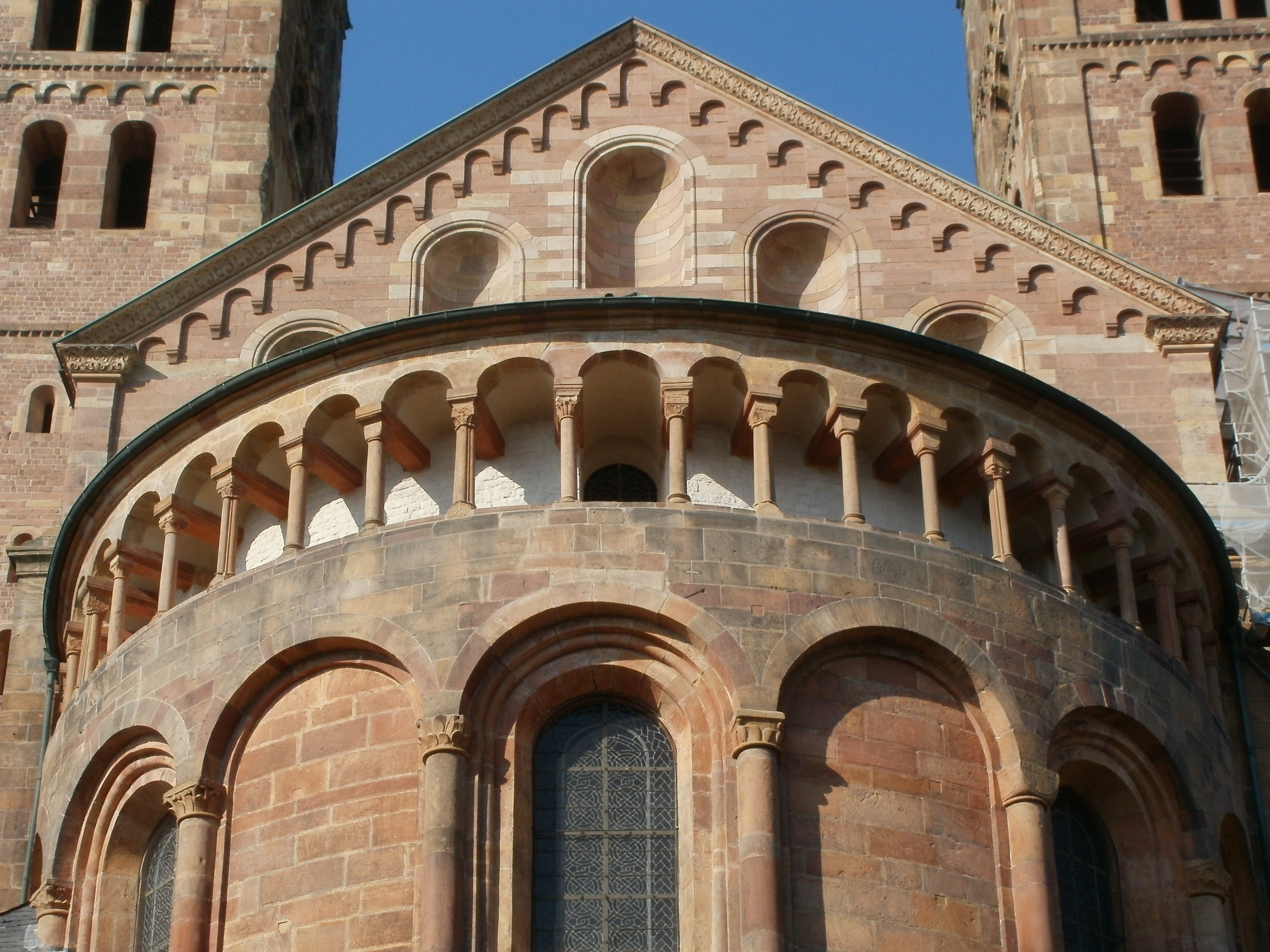
Galería enana de la catedral de Espira (ca. 1100), una galería enana totalmente formalizada.

Una galería enana (a veces, incorrectamente, también llamada galería de los enanos) es un elemento ornamental de la arquitectura medieval —predominantemente románica, pero también ocasionalmente gótica— que se encuentra especialmente en Renania y en la Italia septentrional. El término «galería enana» es una traducción del alemán Zwerggalerie. 
Una galería enana es una arcada o galería abierta, generalmente dispuesta justo debajo del techo de un edificio (generalmente una iglesia). Se extiende alrededor de partes del edificio —por ejemplo, de un ábside— o del edificio completo —en la catedral de Espira, por ejemplo, una galería enana se extiende alrededor de toda la nave—. Aunque su función principal es decorativa,  en ocasiones se puede acceder a ellas y a veces incluso recorrerlas.
La galería enana apareció por primera vez alrededor de 1050 en la fachada occidental de la  catedral de San Pedro en Trier y alrededor de 1100 en la catedral de Espira como elemento que rodea todo el edificio. La galería enana se adoptó rápidamente en la arquitectura europea como elemento ornamental de un muro exterior, particularmente como se ha dicho en Alemania (Renania) y en el norte y centro de Italia. Algunas iglesias tienen fachadas que comprenden casi exclusivamente galerías con columnas, como «Santa Maria della Pieve»  en Arezzo en Toscana. La famosa Torre Inclinada de Pisa también retoma este principio y lo perpetúa de una forma particularmente decorativa.
Se puede encontrar una innovación de las costumbres centroeuropeas en el románico lombardo y más tarde en el gótico lombardo al disponer galerías enanas ascendentes debajo de los lados inclinados de un hastial de una fachada.
Hay pocas galerías enanas en la arquitectura románica en Francia. Las galerías de estatuas, que no se llaman galerías enanas, se encuentran en la Abadía de la Santa Cruz en Burdeos, y hay galerías de los reyes en las catedrales góticas de Paris y de Amiens.

## Diferentes paredes traseras

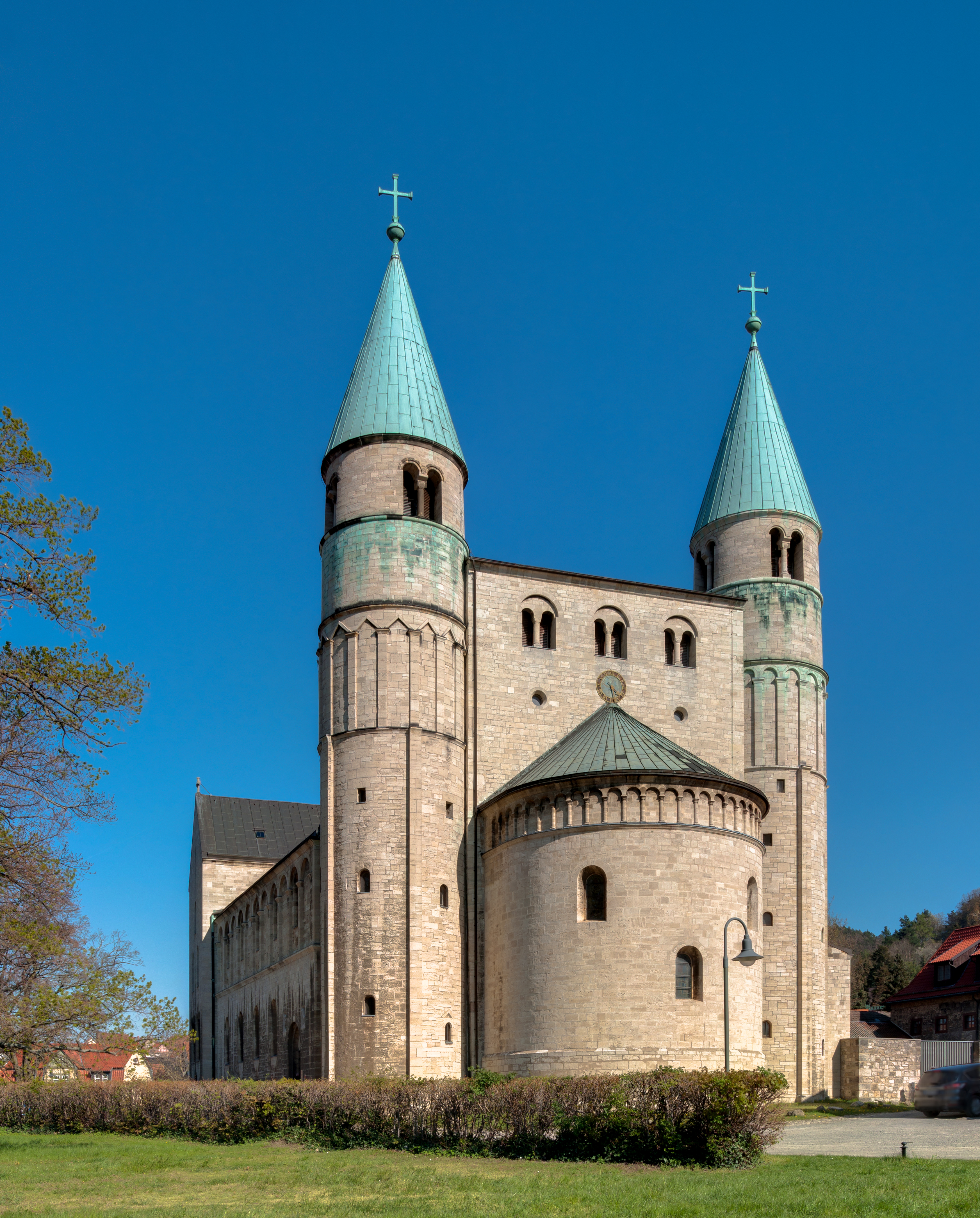
Colegiata de Gernrode, ábside oeste con galería ciega de antes de 1050

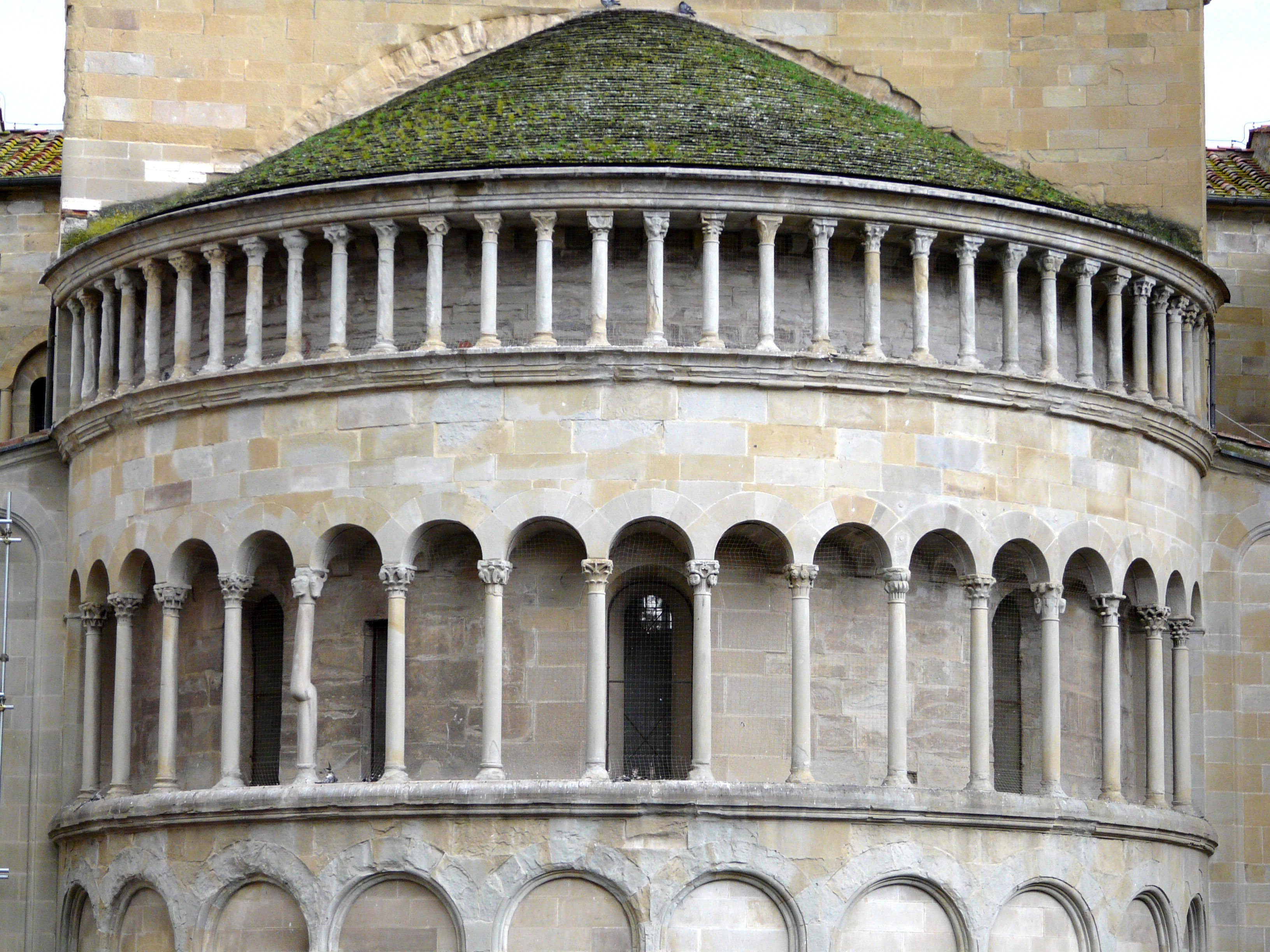
Santa Maria della Pieve,, en Arezzo, Toscana, galería inferior con bóvedas de cañón, superior con arquitrabes y vista de la cúpula del ábside

- La profundidad de las galerías enanas, es decir, la distancia entre la pared trasera y la arcada, puede variar bastante. En este contexto es interesante que en el segundo cuarto del siglo XI, es decir, casi al mismo tiempo que las galerías enanas de Tréveris estaban dispuestas en el centro de la fachada, el ábside oeste de la colegiata de Gernrode estaba equipado con una galería ciega justo debajo de los aleros, es decir, donde después de mediados de siglo se dispondran galerías enanas en la catedral de Espira y en el siglo siguiente en Maguncia y  Worms.
- En las galerías enanas dispuestas en la mitad del muro, la poca profundidad tenía la ventaja de que la mayor parte de la carga de la mampostería situada por encima era soportada por el muro trasero en lugar de por la arcada.
- En la posición típica debajo del alero, el lastre podía ser pequeño. Por otro lado, el balasto colocado externamente tenía la ventaja de dar a la fuerza resultante del peso del muro y del corte de la bóveda una dirección más vertical.
- En algunos casos, ni siquiera había un muro posterior vertical, por lo que las aberturas entre las columnas brindaban una vista del flanco del techo abovedado tras ellas. En dos ejemplos que se muestran, las sombras curvas de las columnas revelan la curvatura de las cúpulas del ábside.

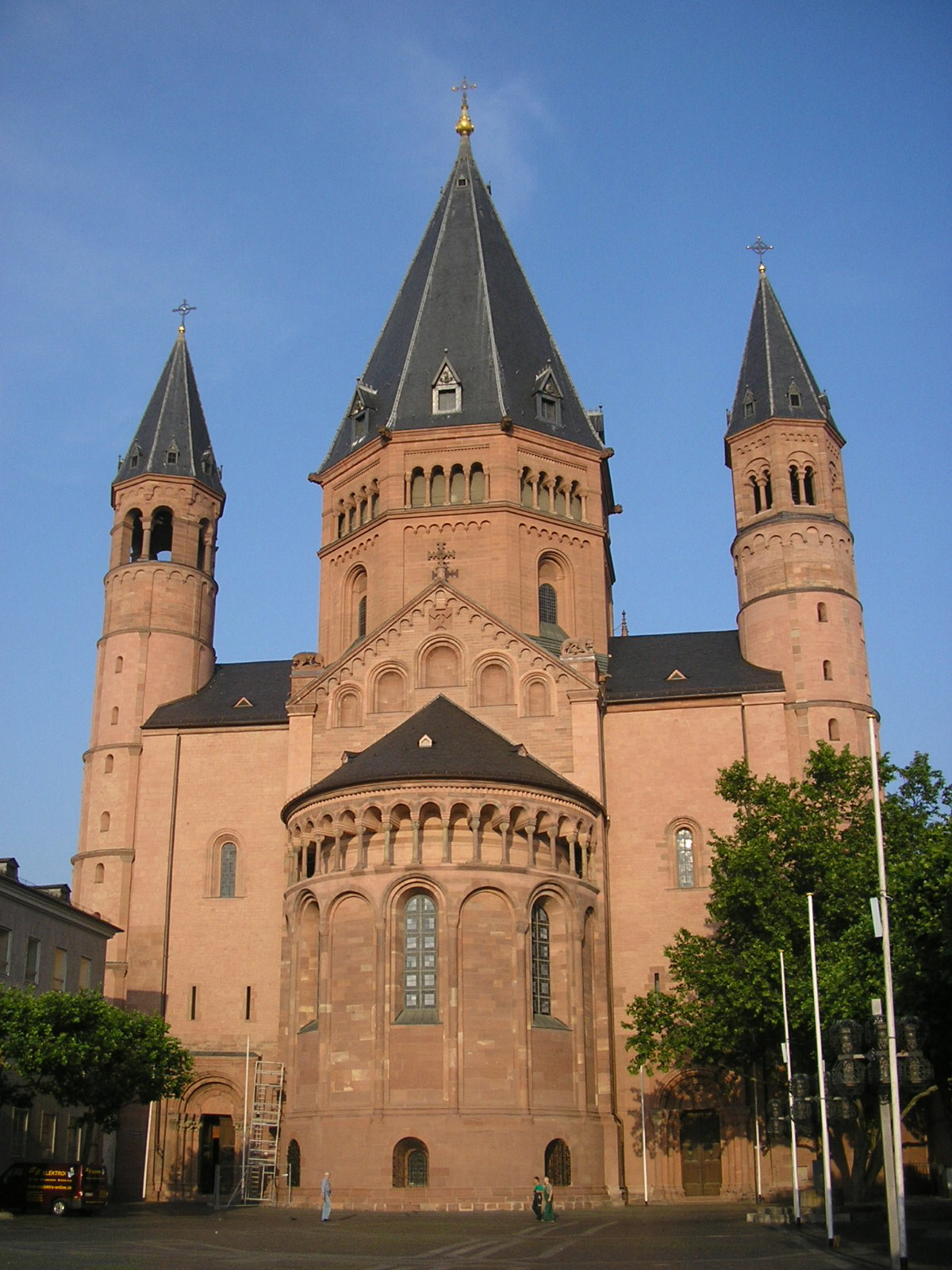
Catedral de Maguncia, coro este 1100-1106, vista de la cúpula del ábside
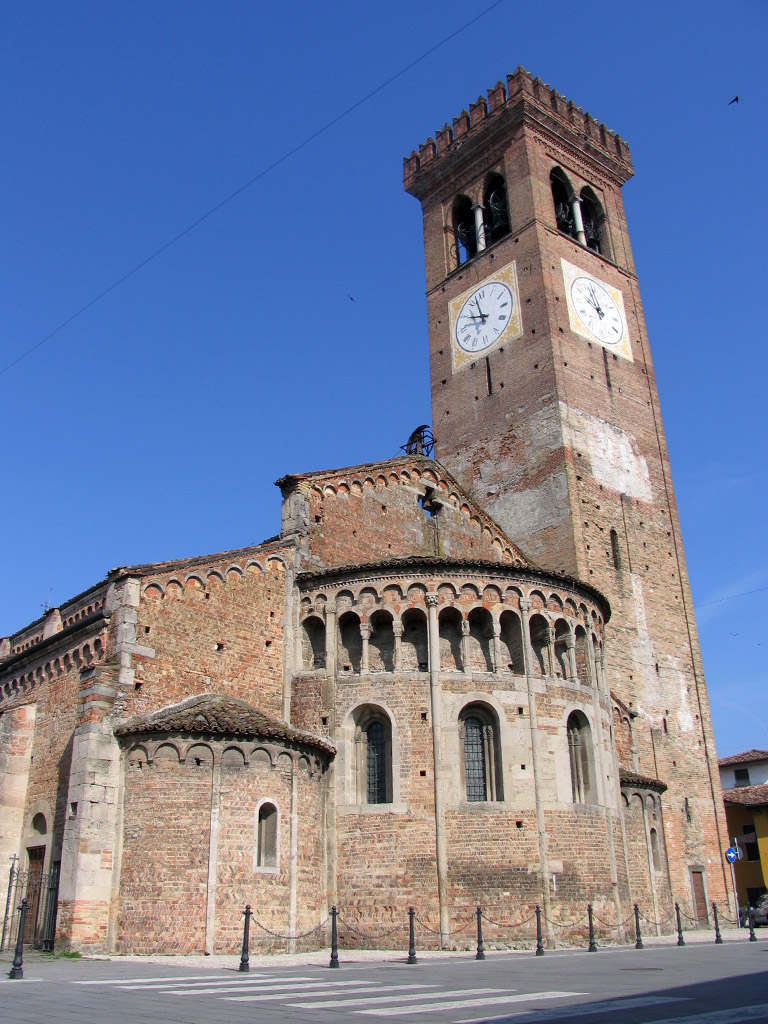
San Sigismondo, siglo XII, en  Rivolta d’Adda, Lombardía, vista de la cúpula del ábside
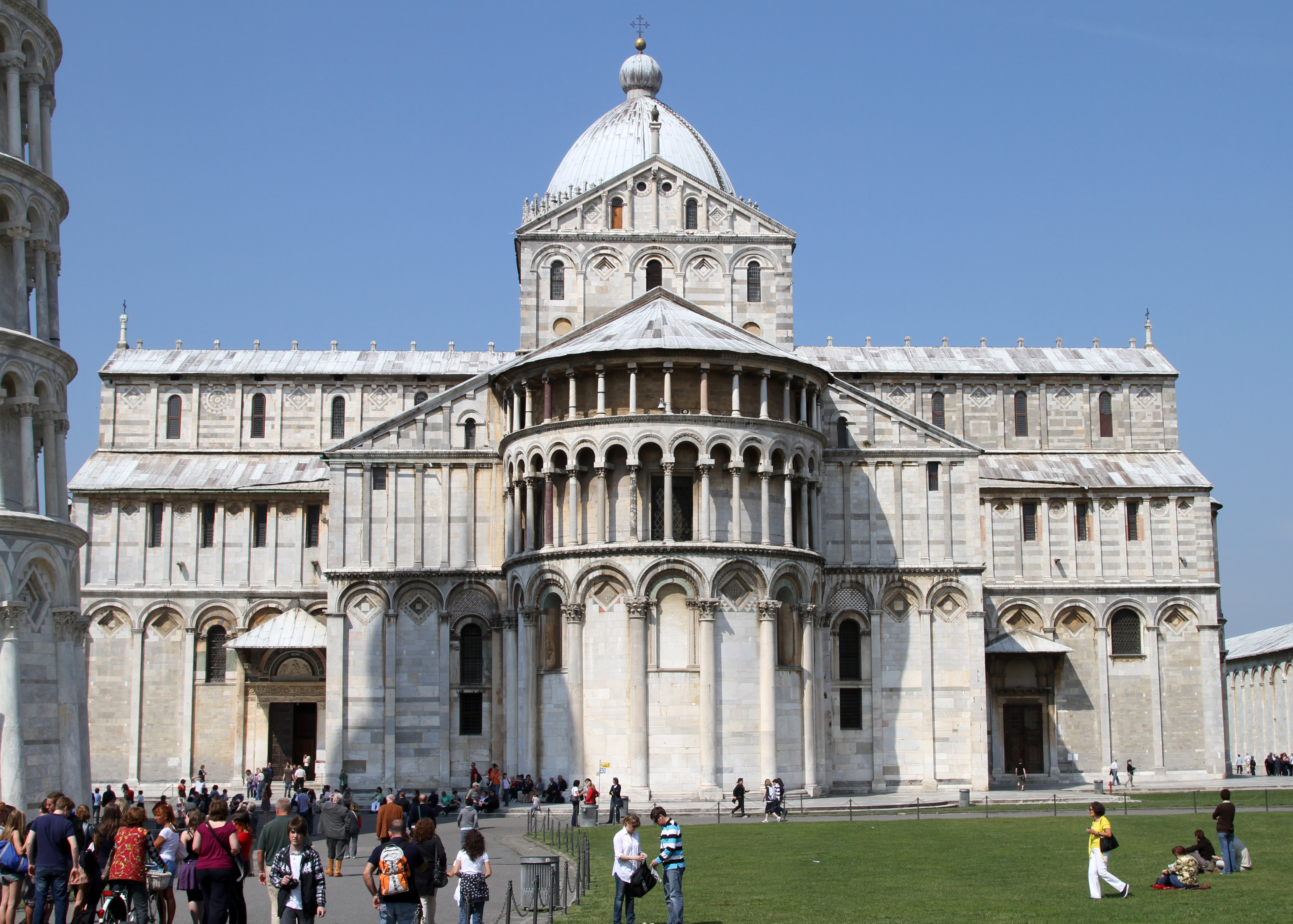
Catedral de Pisa, ábside 1063-1100, galería inferior con pared trasera y bóvedas transversales, superior sin bóveda; vista de la cúpula del ábside

## Diferentes bóvedas cubierta

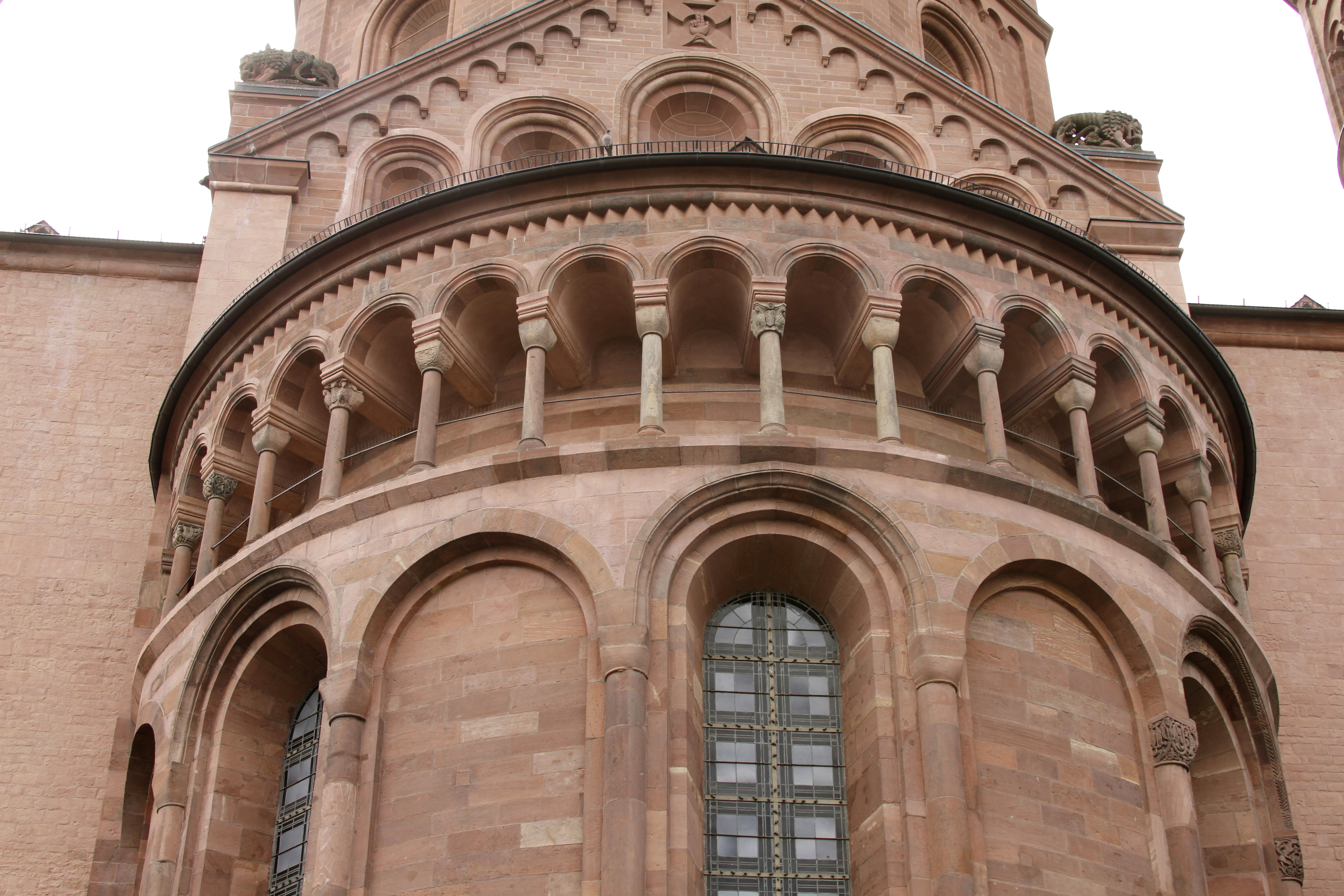
Detalle de la galería enana de la catedral de Maguncia (1100-1106)

Se desarrollaron dos variantes: en la variante del Alto Rin, por ejemplo en Espira, el pasillo  de la galería está arqueada por muchas pequeños bóvedas transversales, que descansan sobre las columnas de la galería enana. La versión del Bajo Rin, por otro lado, que se usa en las iglesias de Colonia, por ejemplo, tiene una bóveda de cañón longitudinal continua detrás de la arcada de la galería. A menudo se asocia aquí con el friso de losa.

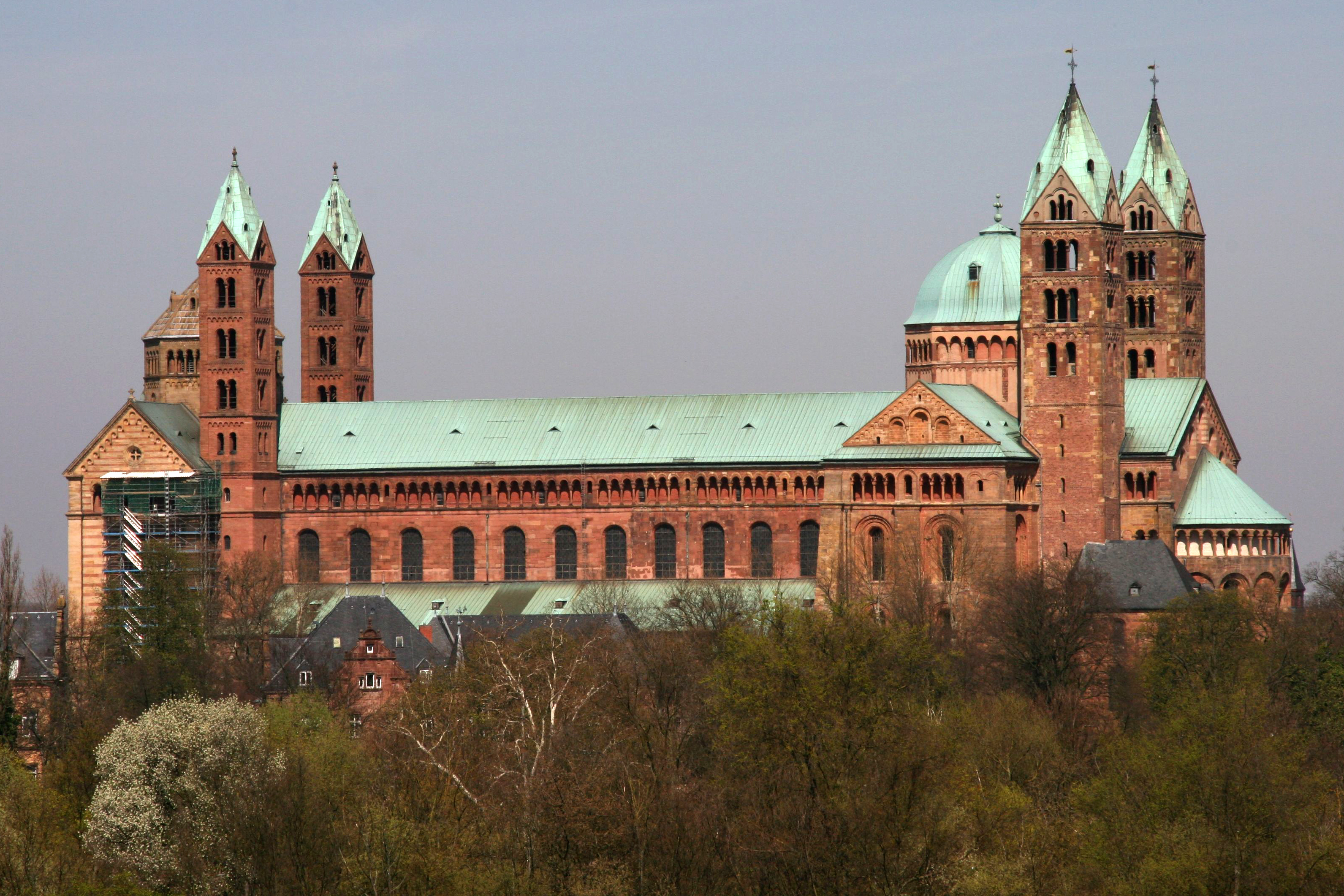
Catedral de Espira, alzado de la nave con galerías enanas 1082-1106
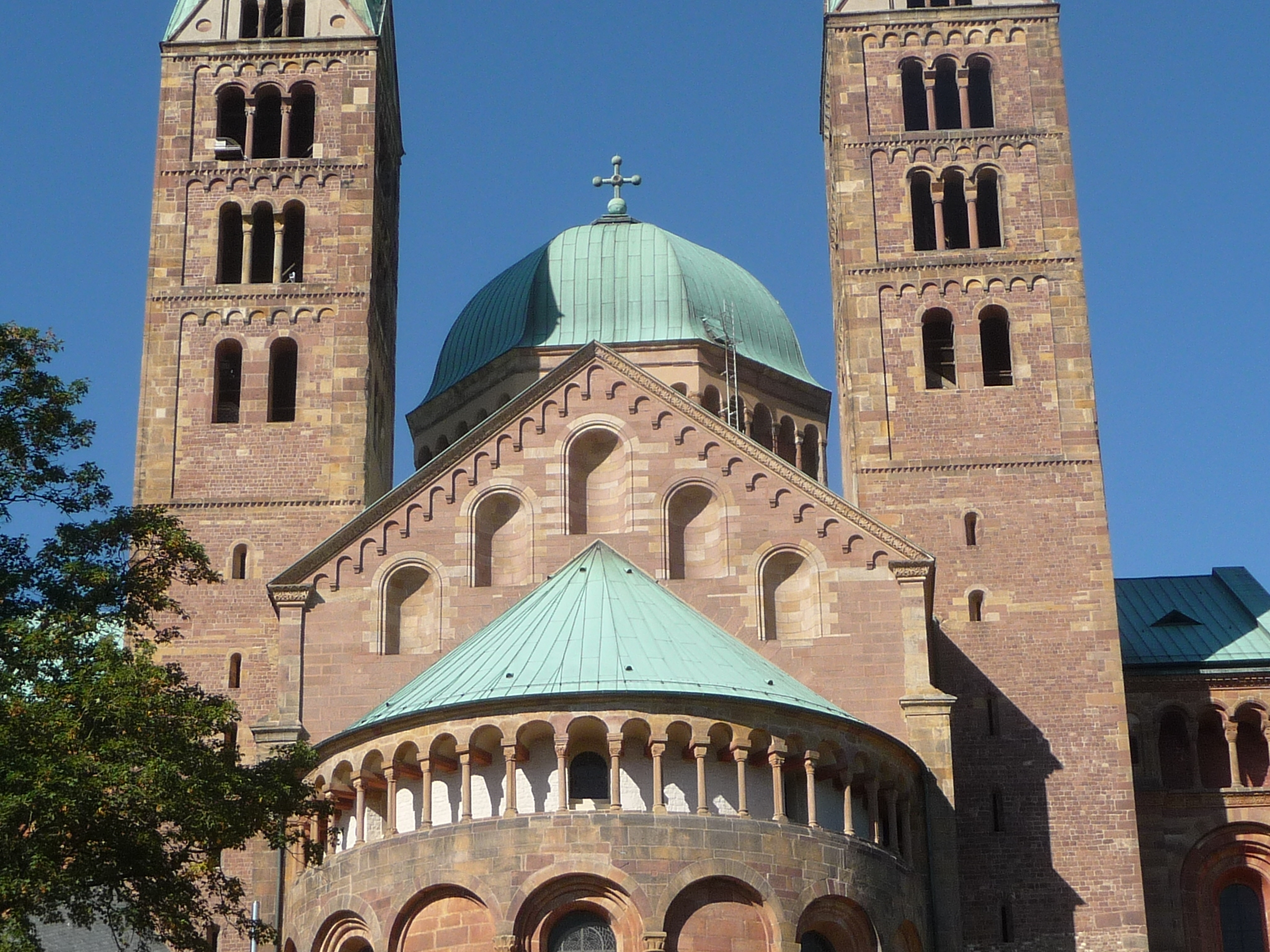
Catedral de Espira, ábside con galería enana también 1082-1106,  bóvedas de cañon transversales, pared trasera vertical.
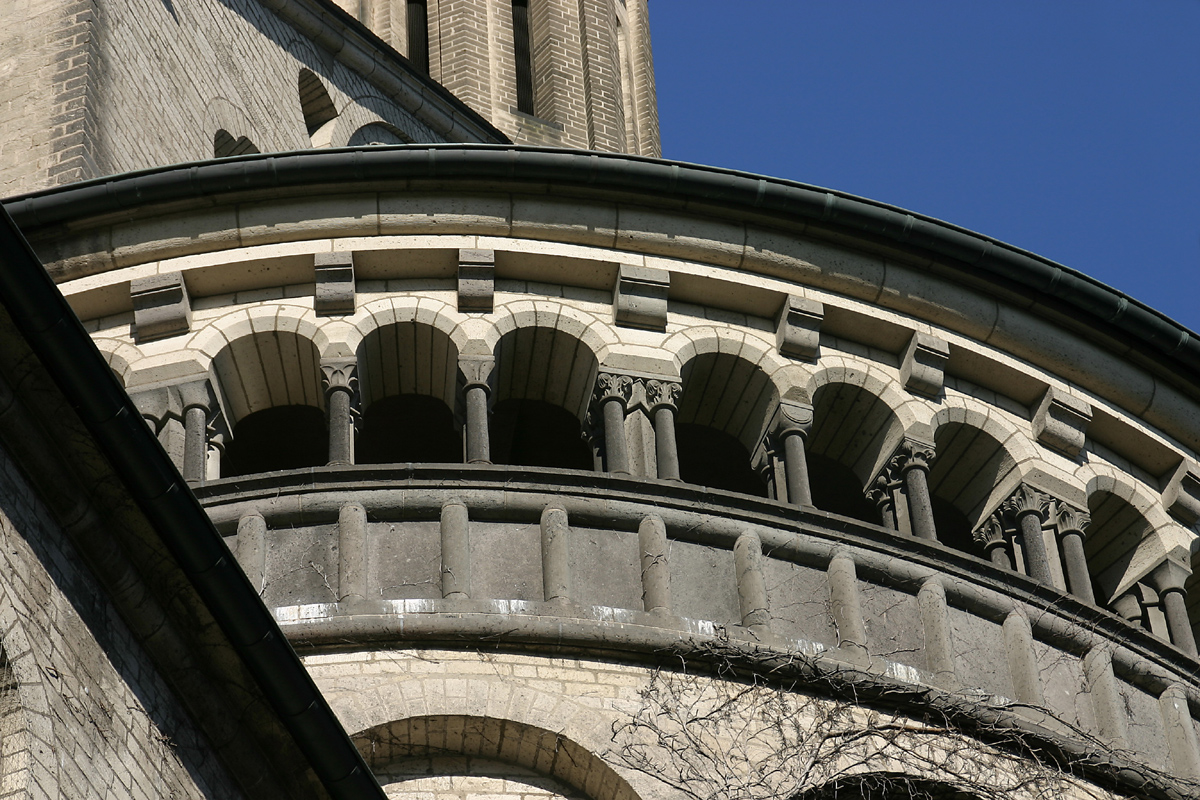
Iglesia de San Martín en Colonia, Colonia, coro de tres conchas, 1150-1172, galería enana con bóvedas de cañon transversales, friso de panel debajo.

Sorprendentemente, ambos tipos se encuentran en la catedral de Maguncia: el ábside este, más antiguo, está decorado con una galería enana del Rin superior, basada en el modelo de Espira, mientras que la parte occidental del románico tardío tiene una galería enana del Rin inferior sobre un friso de losa.

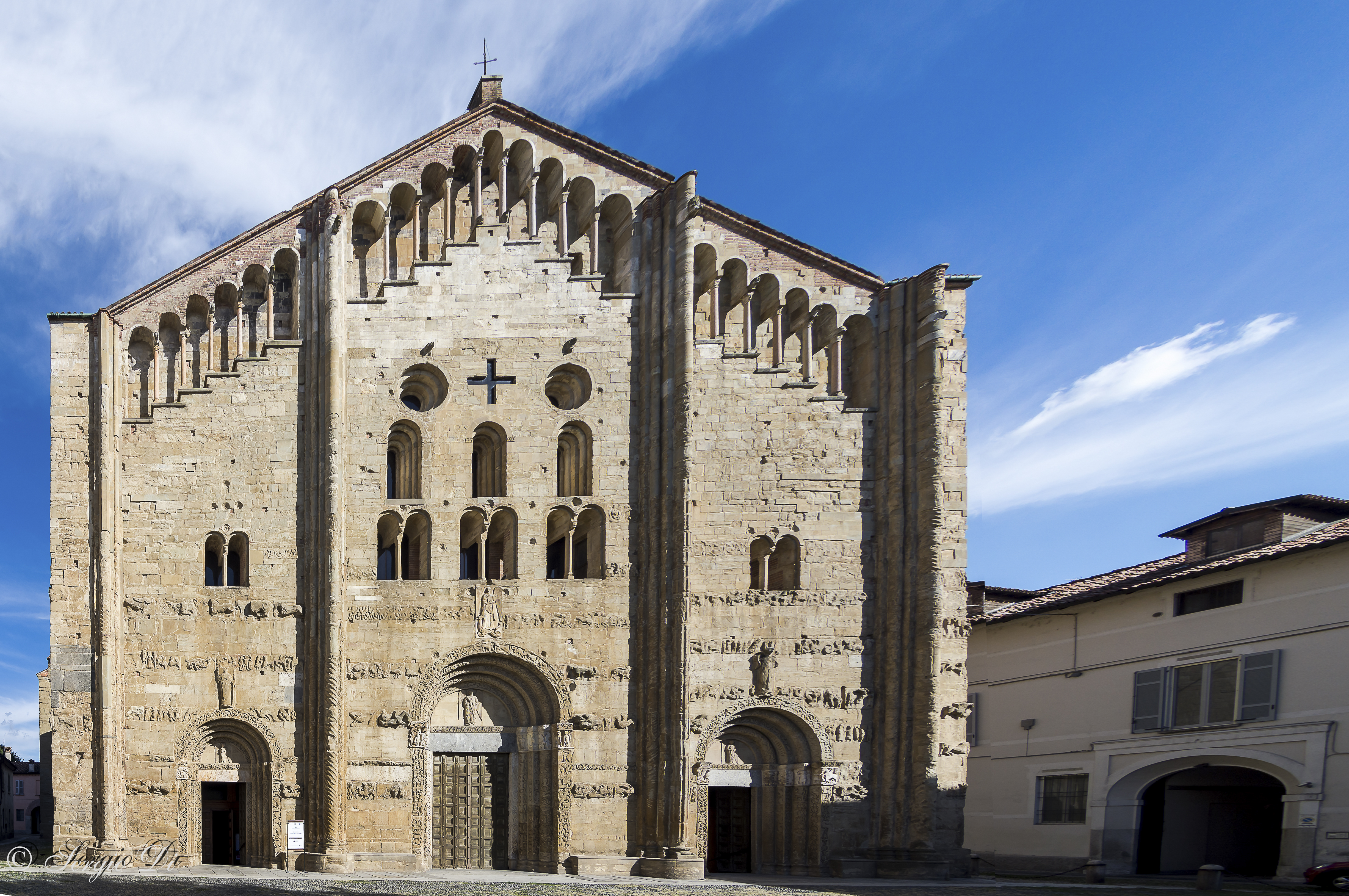
Galería enana ascendente de Basílica de San Miguel en Pavía, Lombardía.

La galería enana se adoptó muy rápidamente como elemento de diseño de una pared exterior en la arquitectura centroeuropea, especialmente en Alemania (Renania) y en el norte y centro de Italia.

## Posiciones diferentes
Hay iglesias cuya fachada consiste casi en su totalidad en galerías superpuestas de columnas, como la de Santa Maria della Pieve en Toscana en Arezzo. Este principio también fue retomado en la Torre Inclinada de Pisa y continuó en una forma particularmente decorativa.
Una innovación con respecto a las costumbres centroeuropeas se puede encontrar en el románico lombardo y el posterior gótico lombardo : aquí también se pueden crear galerías enanas bajo el hastial inclinado y elevarse con él.
En Francia, hay pocas galerías enanas en la arquitectura románica.

## Galerías enanas góticas

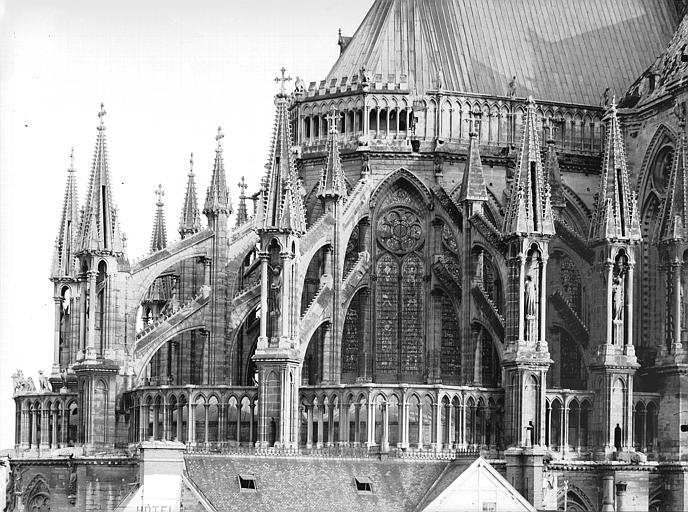
Galerie haute de la catedral de Reims, presbiterio alto después de 1240, antes de 1914 con aberturas de arcada, pero canalón detrás hasta el siglo XIX

En el período gótico también se construyeron galerías enanas individuales. Sin embargo se prefirió cada vez recurrir más a las balaustradas. El coro alto de la catedral de Reims originalmente tenía una galería con arcadas abiertas y una pasarela, pero sin bóveda. La canaleta de lluvia corría detrás de la pasarela frente a los aleros.

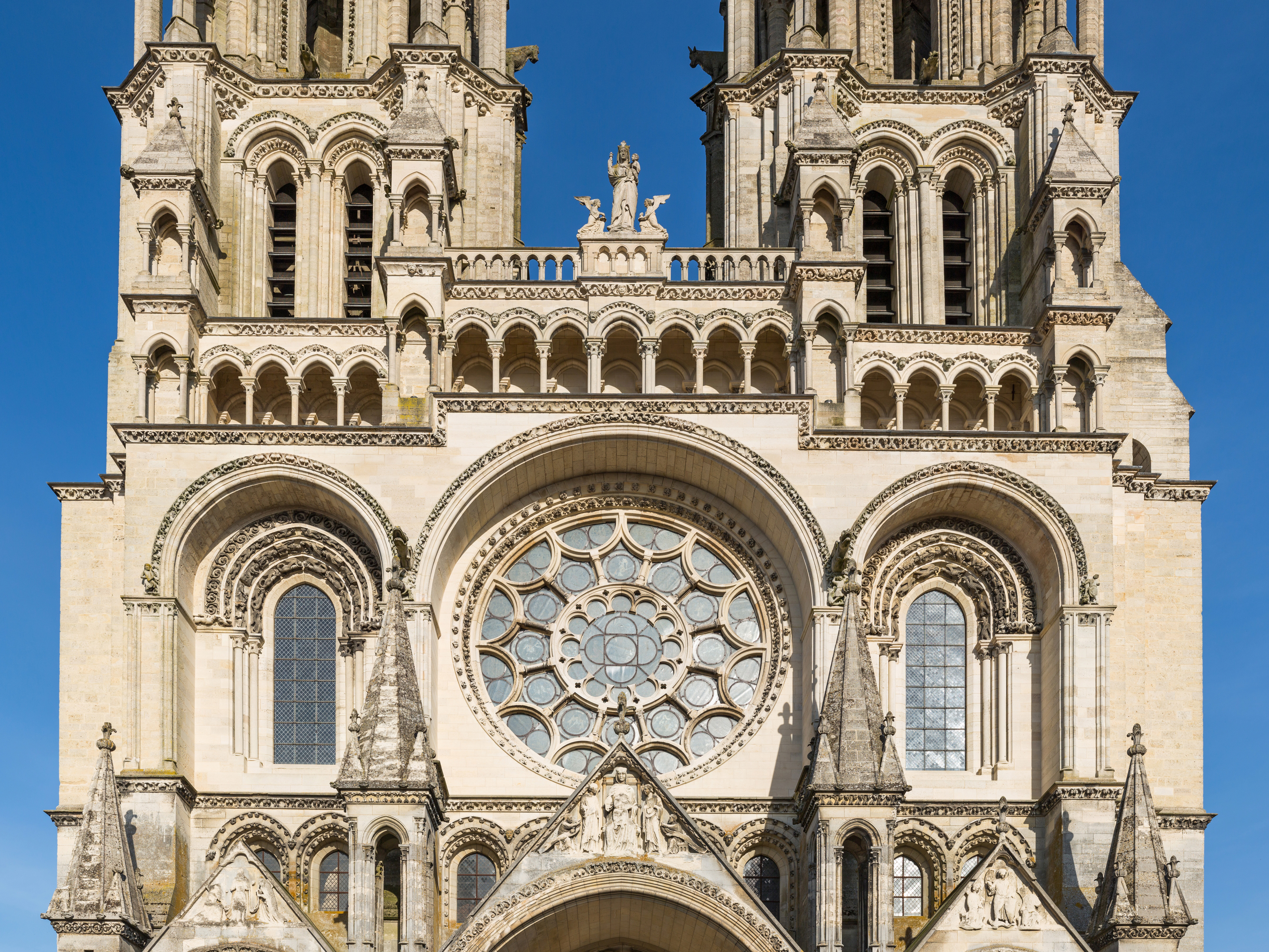
Galería enana en la fachada occidental de la catedral de Laon, c. 1200, gótico temprano
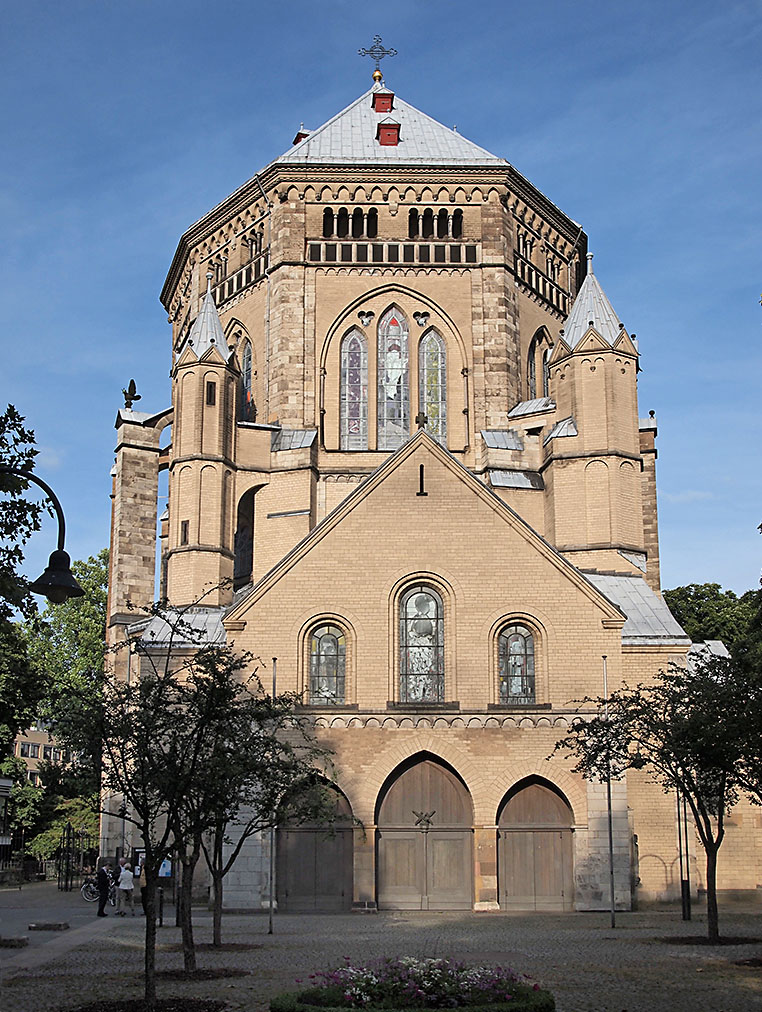
Decágono de Basílica de San Gereón, Colonia, 1219-1227, gótico temprano
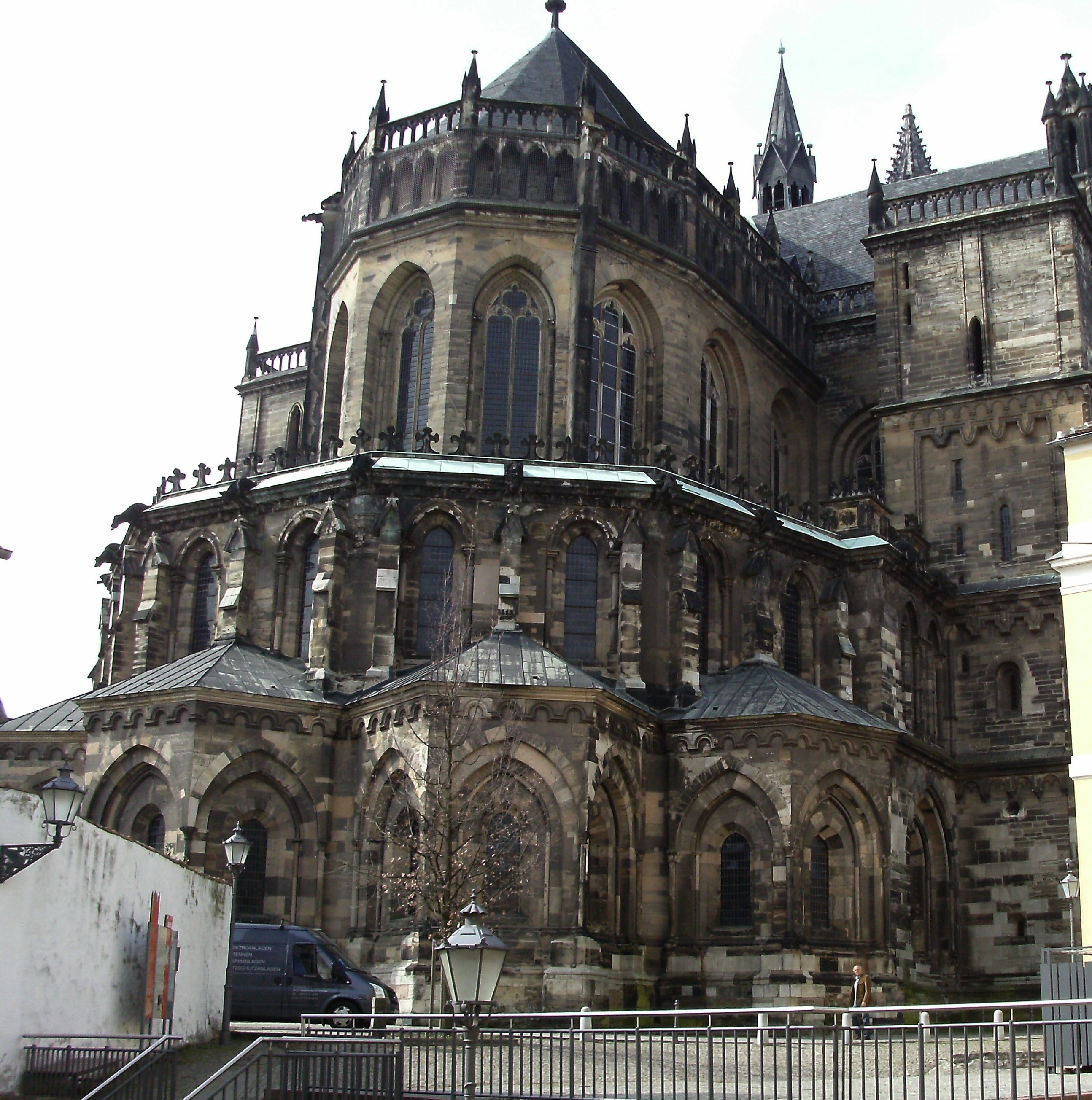
Catedral de Magdeburgo: galería y galería gótico temprano; coro alto de 1230, gótico alto
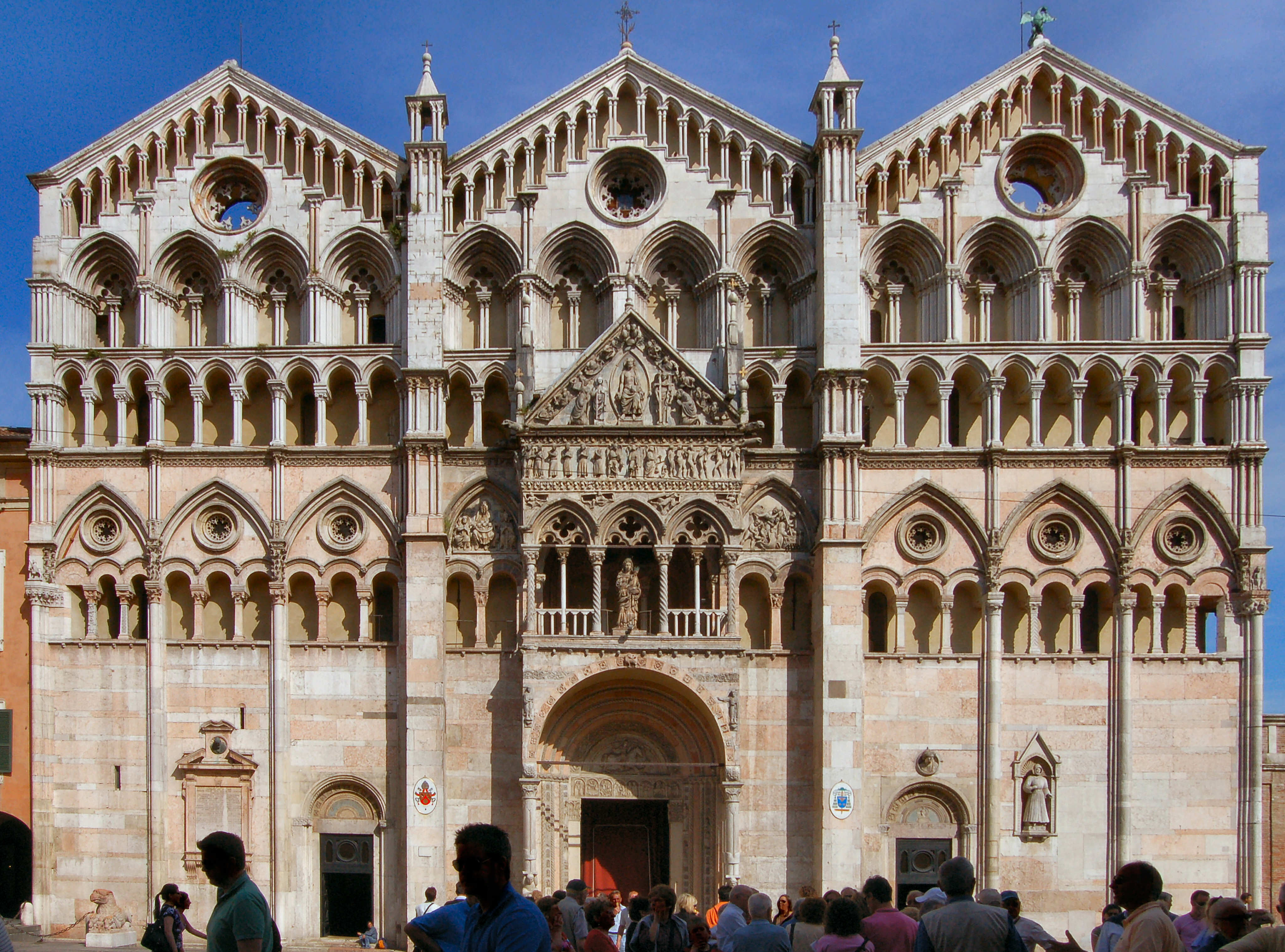
Catedral de Ferrara, galerías enanas góticas alrededor de 1250

## Galerías enanas como galerías de esculturas

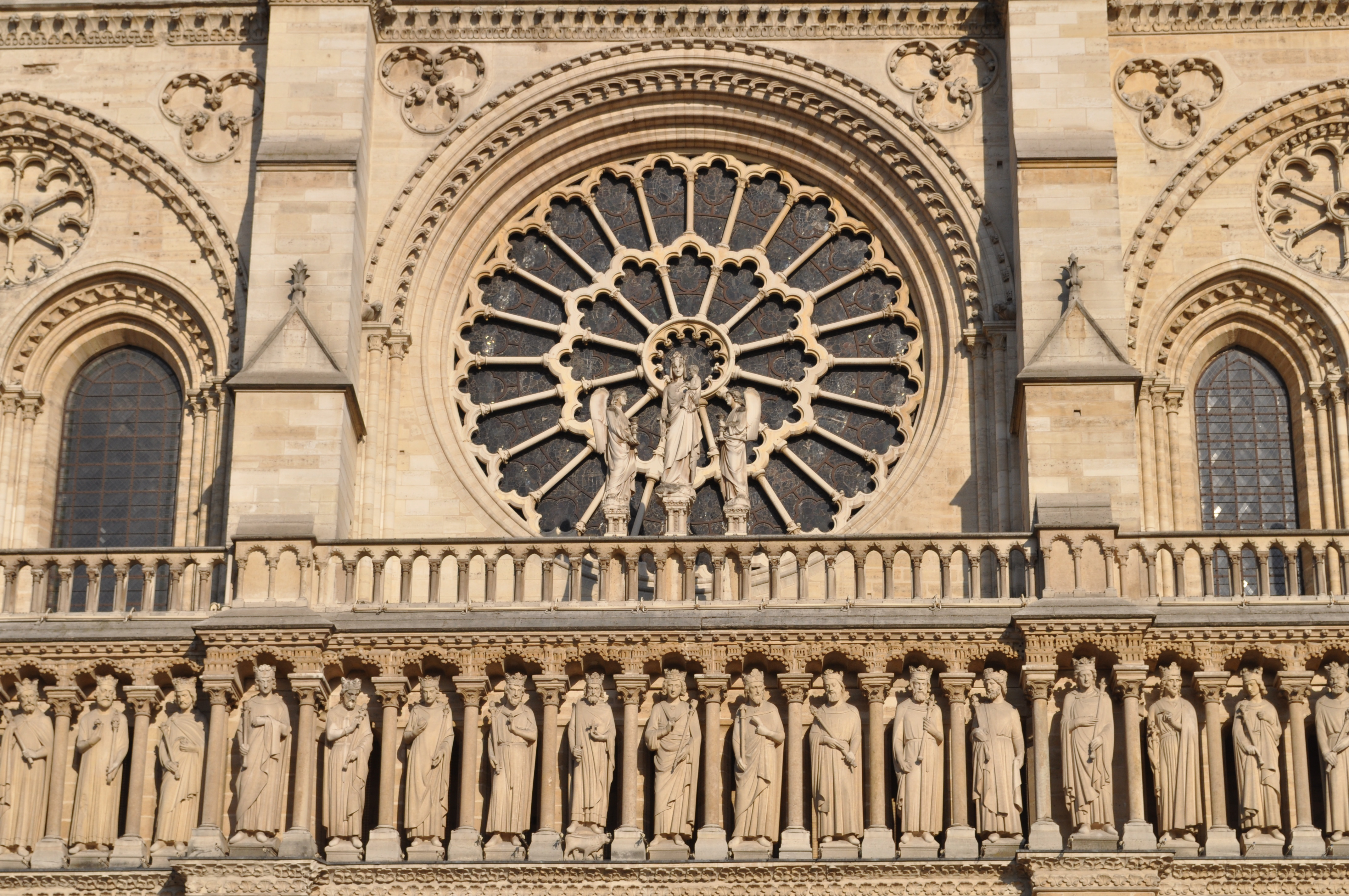
Notre-Dame de Paris, galería de los reyes, alrededor de 1220, también una galería enana

Muchas iglesias románicas y góticas de Francia tienen galerías con estatuas. Muchas de esas galerías son galerías ciegas en construcción, lo que significa que las esculturas se encuentran entre pilares adosados a la pared. Pero algunas de las galerías de esculturas son galerías enanas con espacio entre la arcada y la pared trasera. Ejemplos de ello son la galería de los Santos de la iglesia abacial de la Santa Cruz en Burdeos y las galerías de los Reyes de las atedrales góticas de París y de Amiens.

## Galería de imágenes

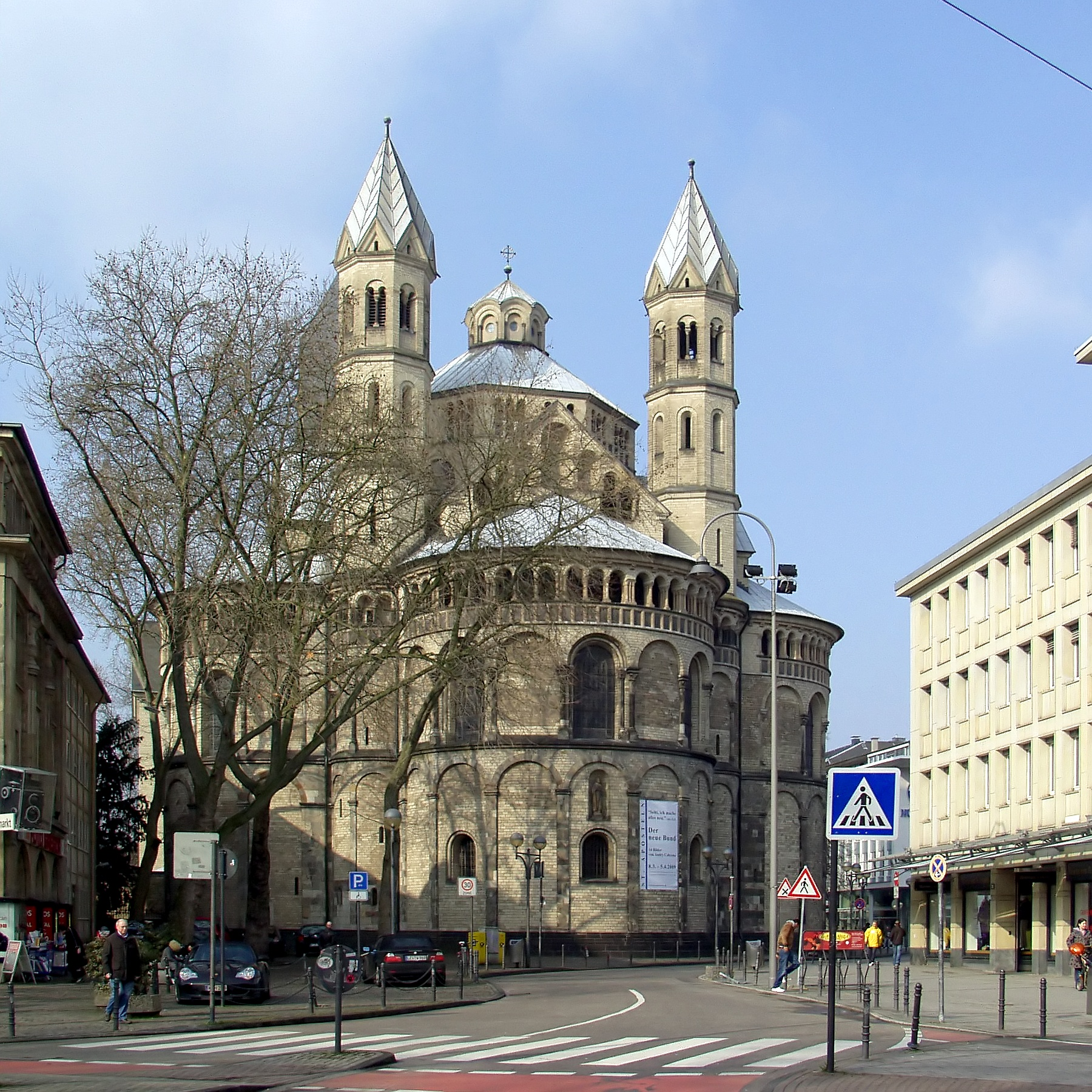
Basílica de los Santos Apóstoles (Colonia), románico siglo XI
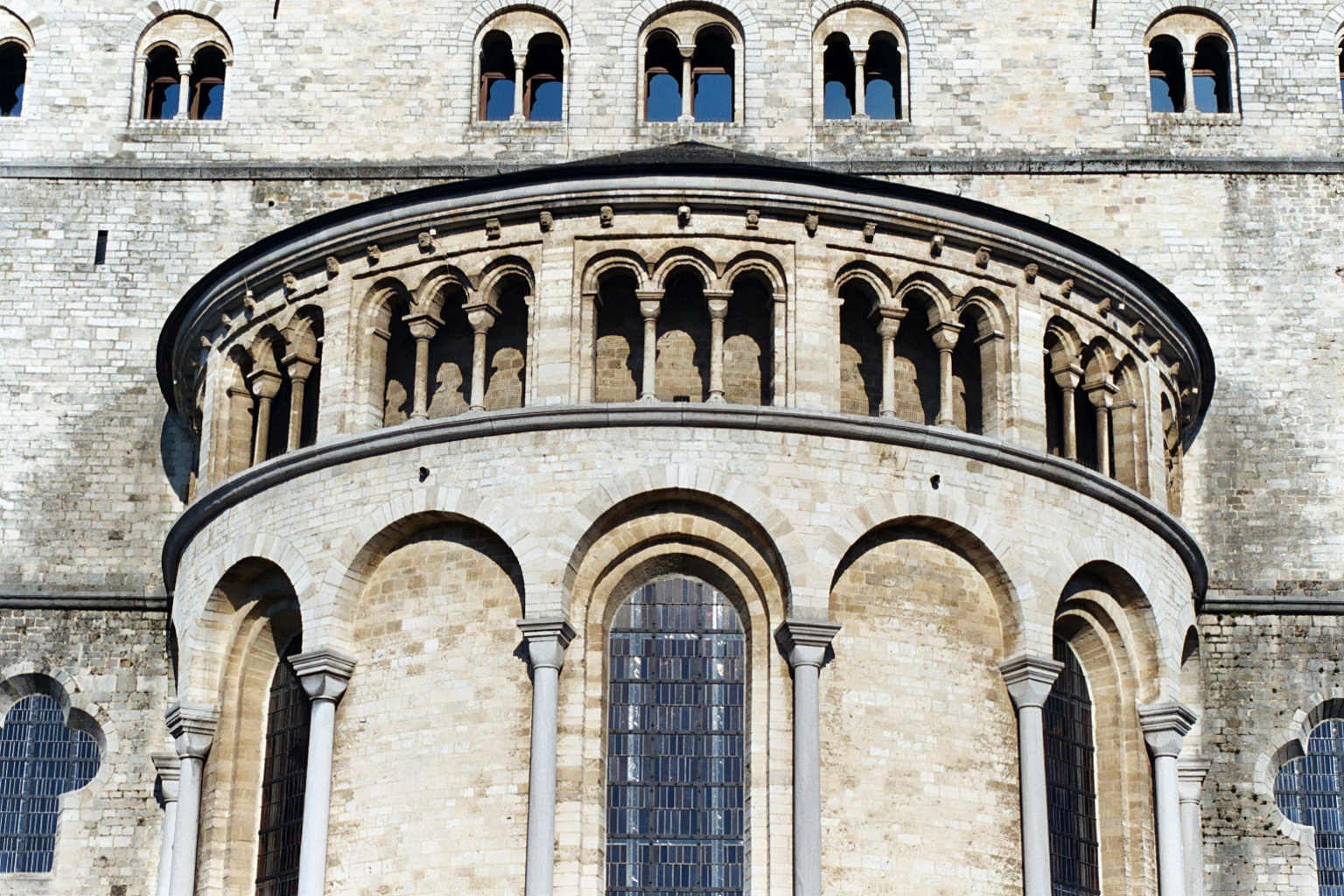
Colegiata Santa Gertrudis de Nivelles (992-1046)
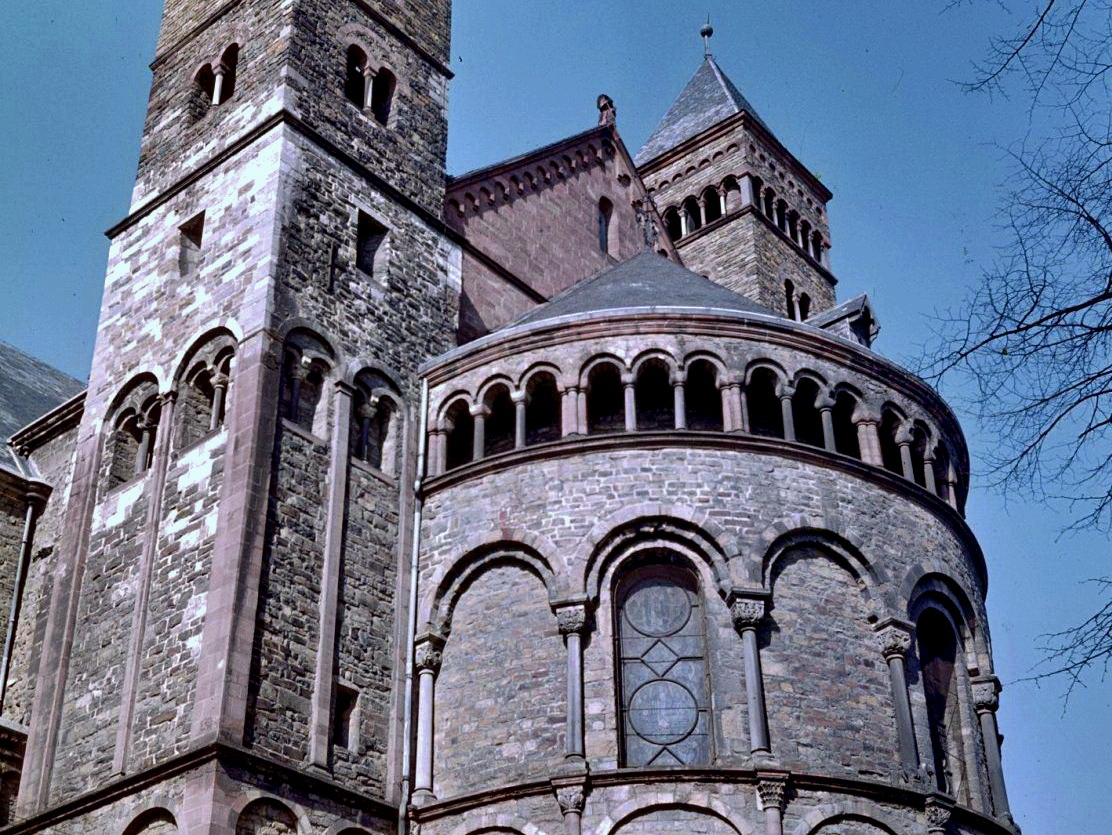
Basílica de San Servacio (Maastricht) ( ?-1180)
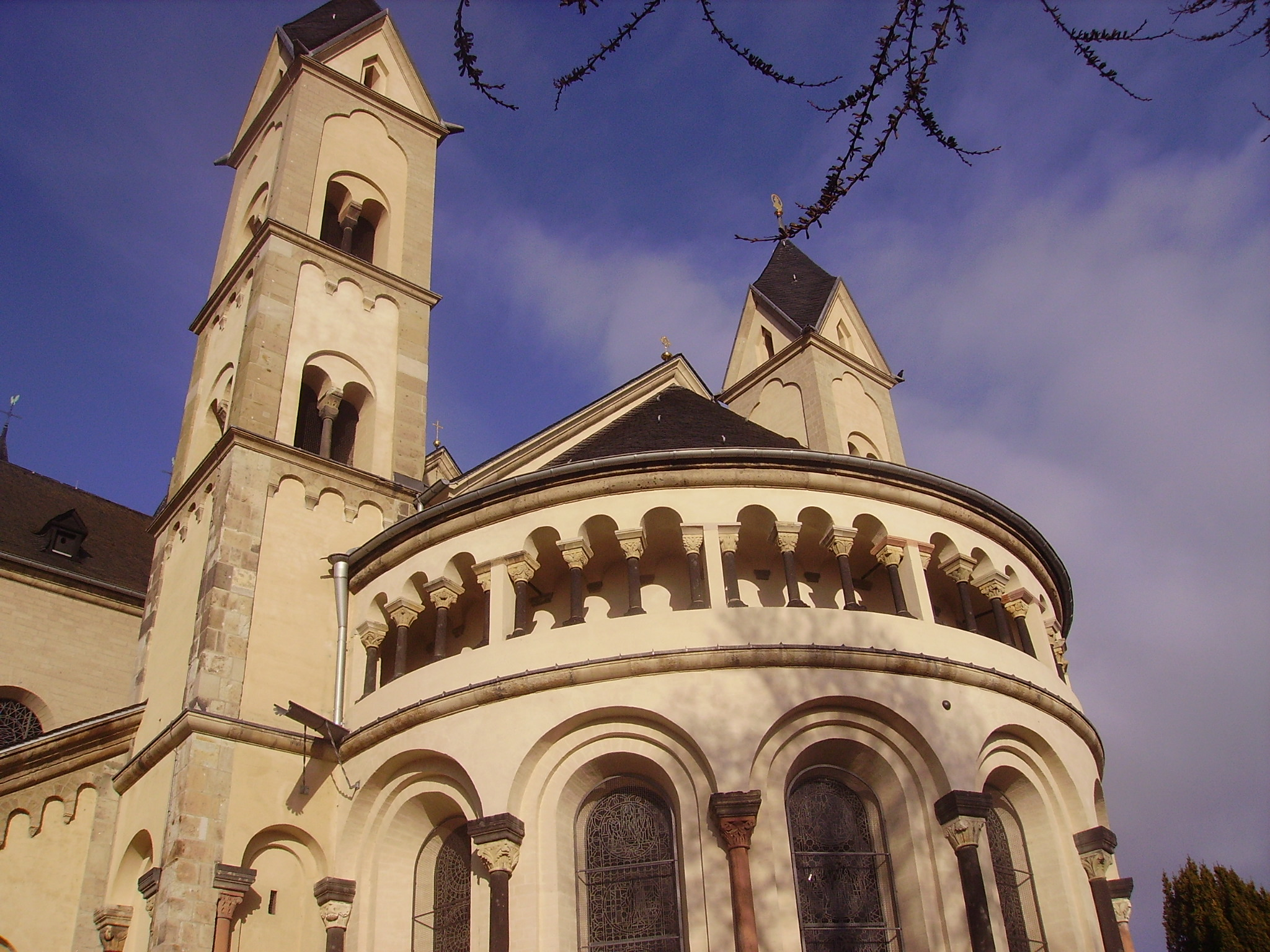
Basílica de San Cástor (Coblenza) (1160-1208 )
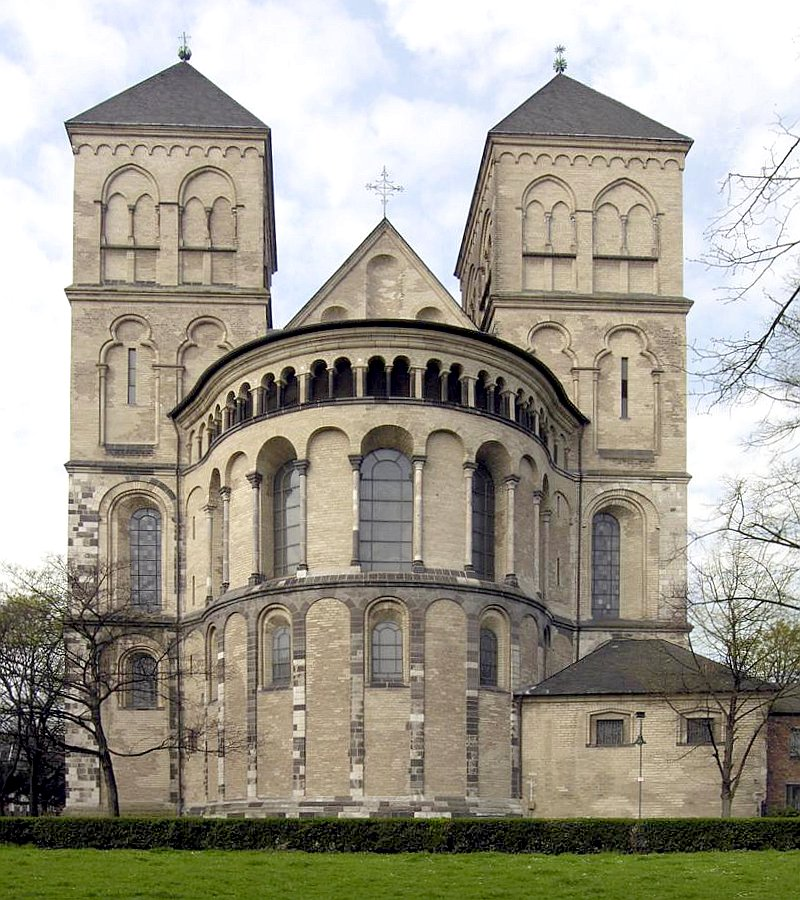
Basílica de San Cuniberto (Colonia) (1210-1226)
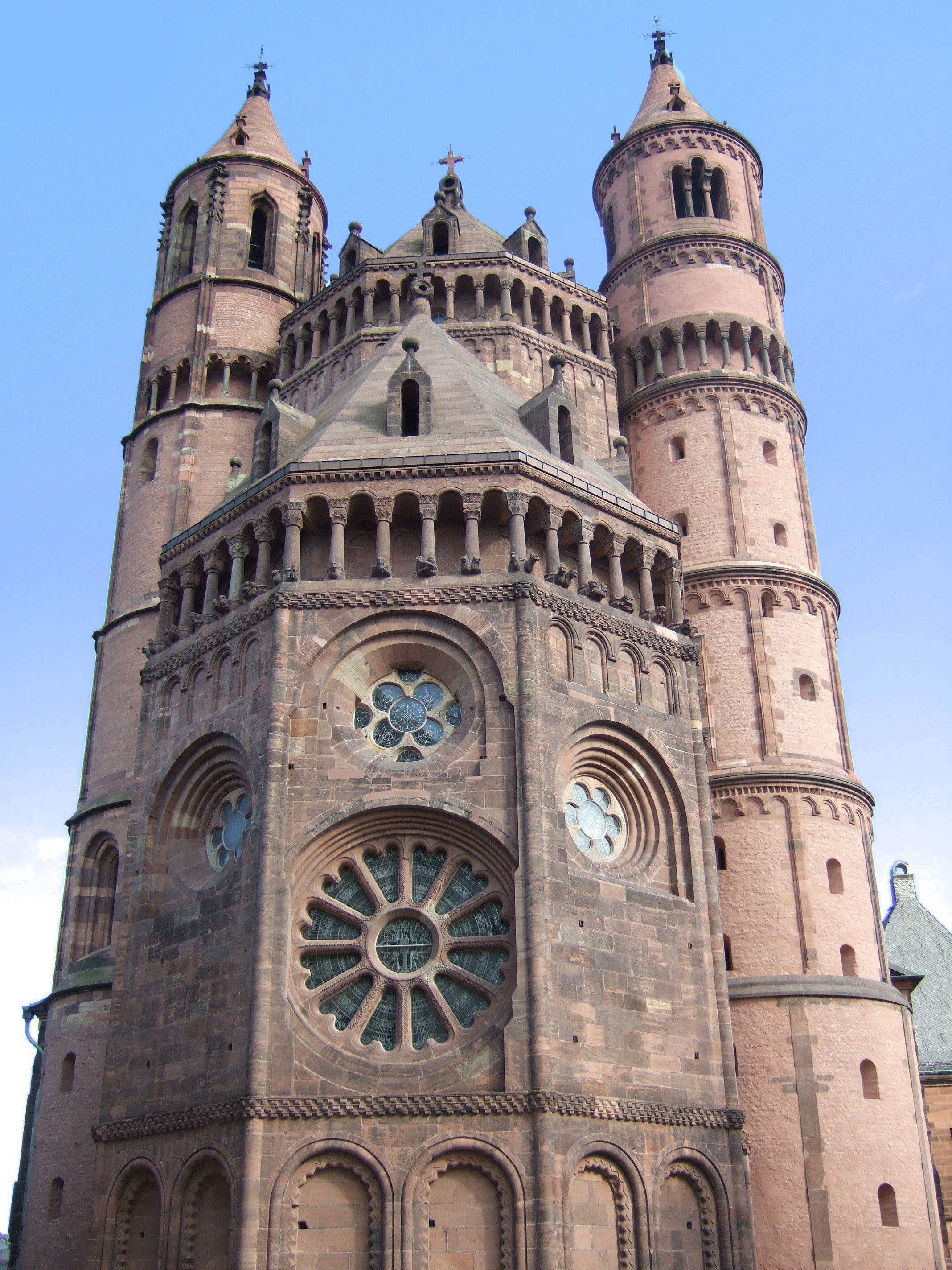
Catedral de Worms (1181)

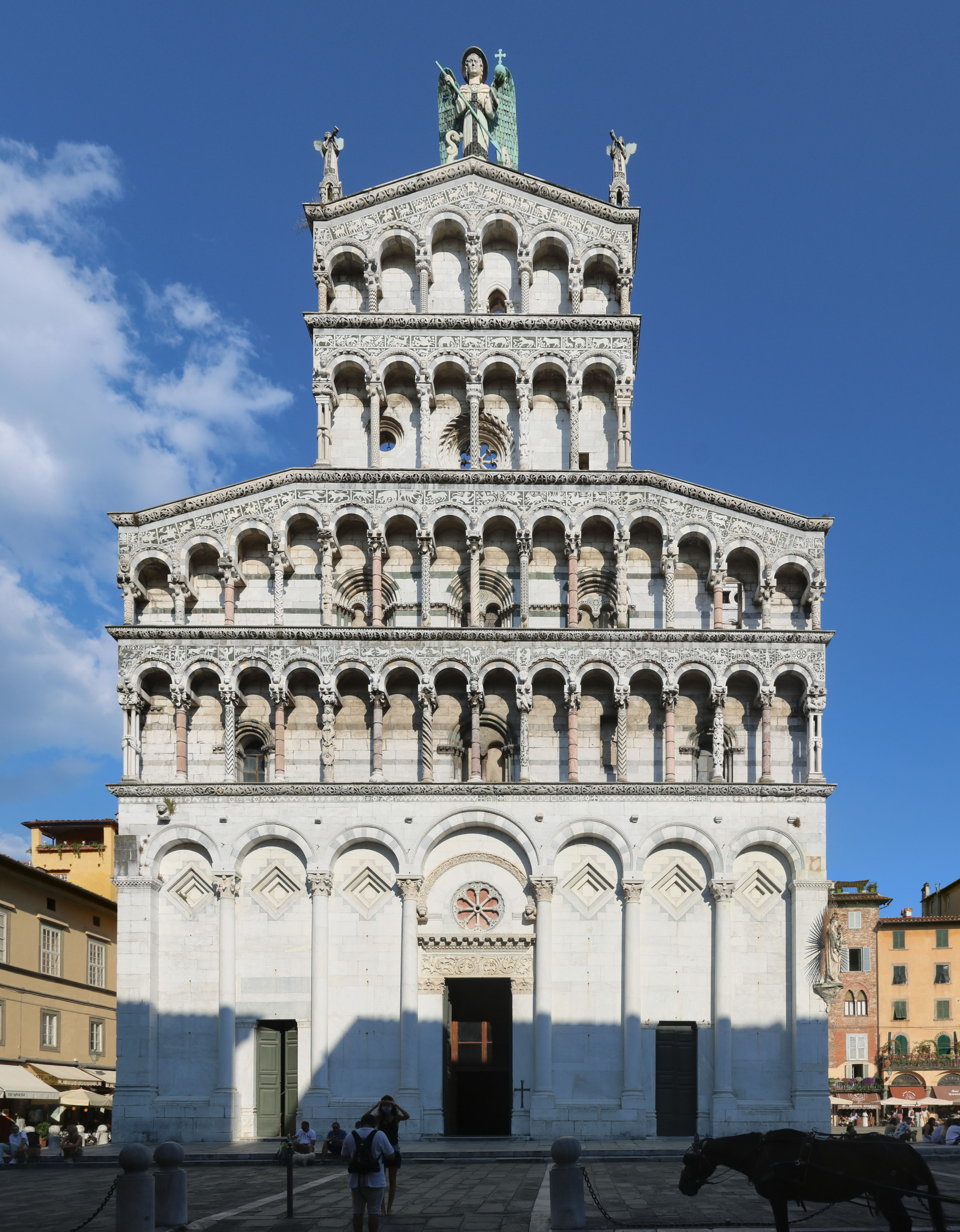
Iglesia de San Miguel en Foro, románico pisano
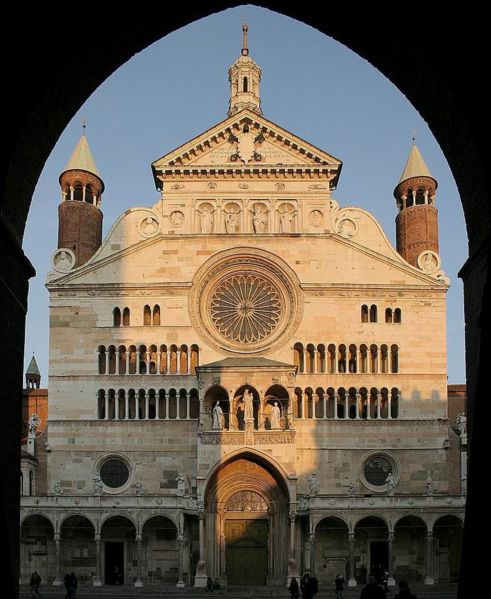
Catedral de Cremona (1107-1190)
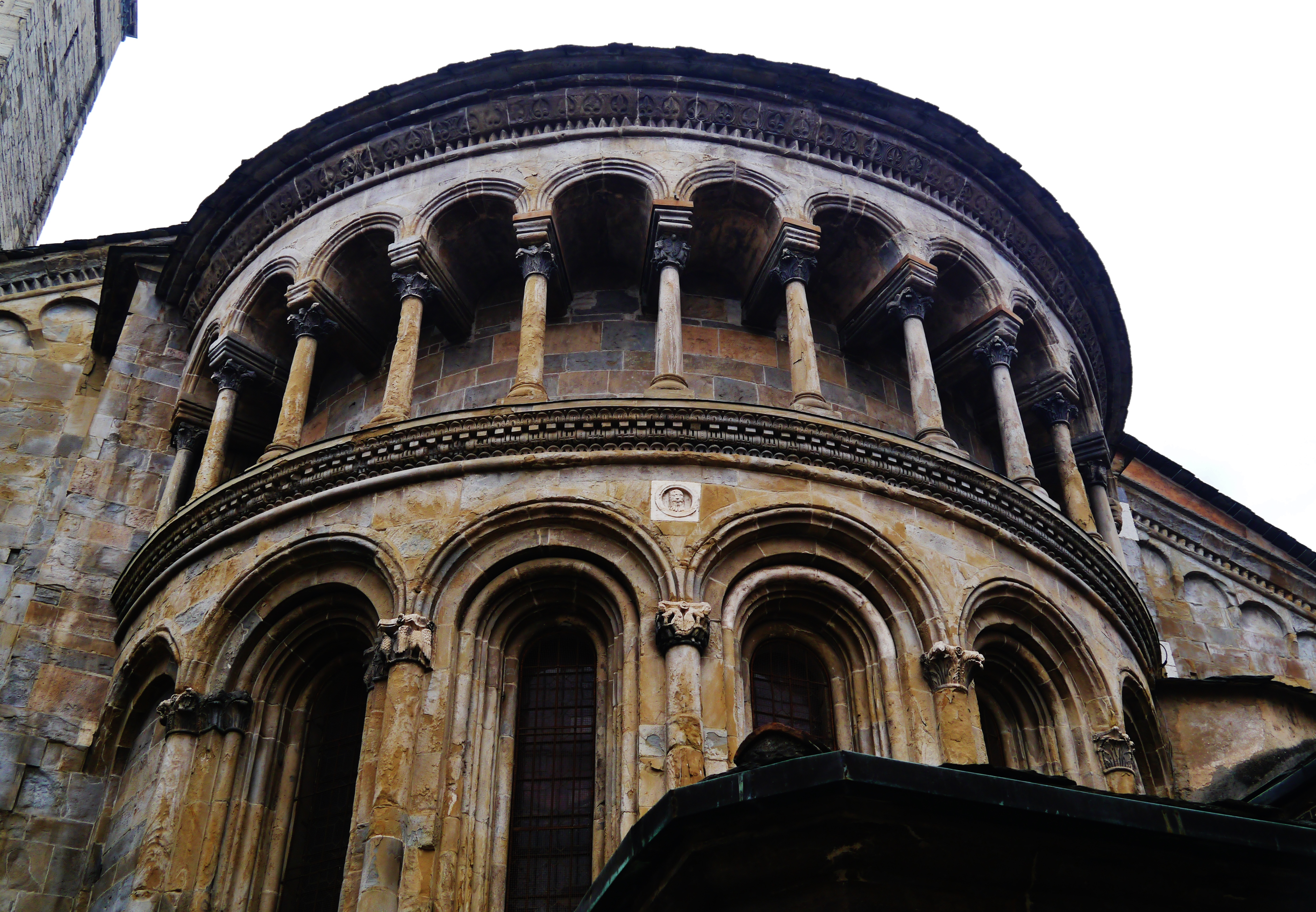
Basílica de Santa María la Mayor (Bérgamo)
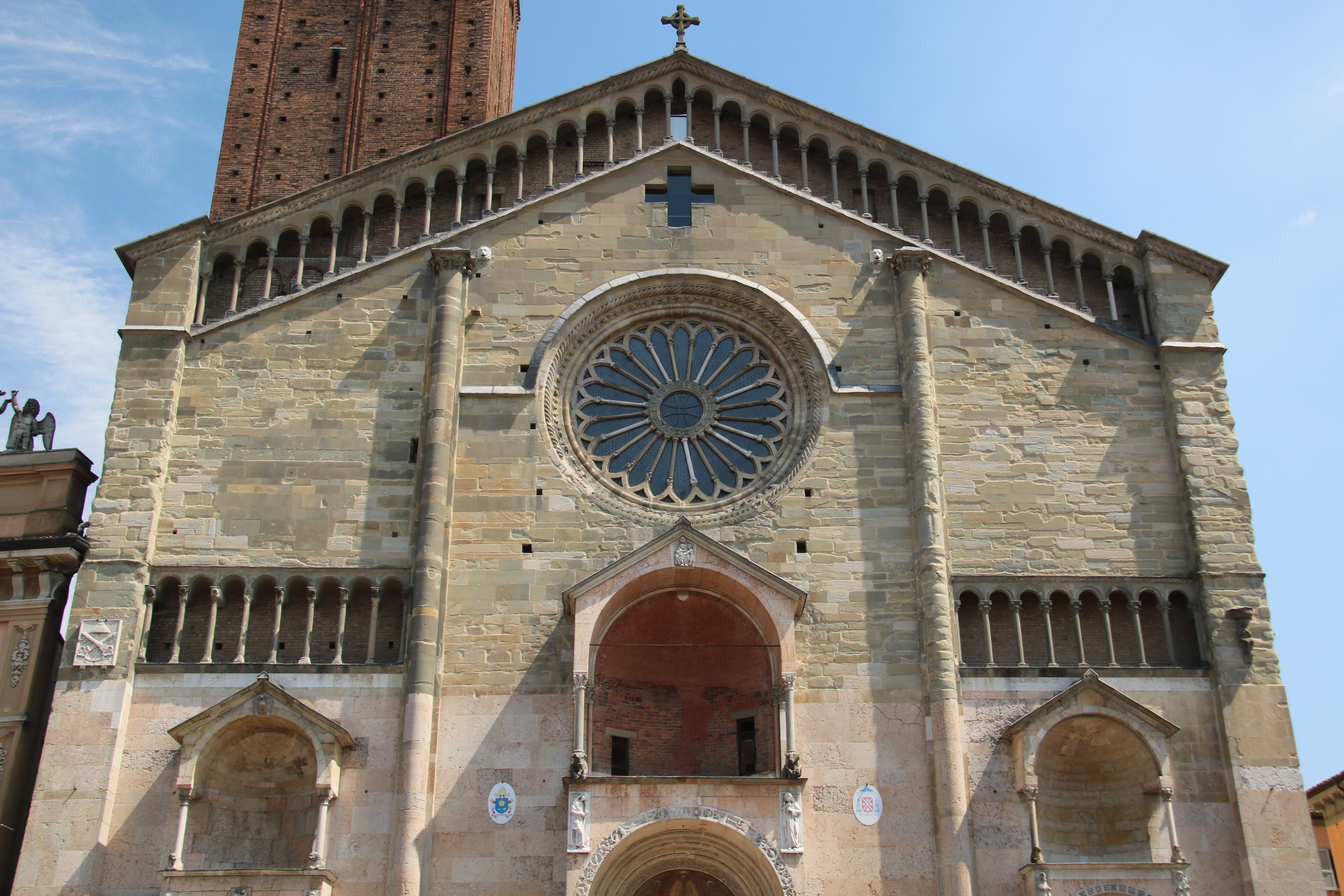
Catedral de Piacenza (1122-1233)